# Kaxararí
El kaxararí és una llengua pano de Brasil. Es parla al voltant de la frontera nord-oest de l'Estat de Rondônia pels kaxararís. La llengua kaxarari és la més divergent de la branca pano general.